# Otto Pischinger
Otto Pischinger (né le 14 février 1919 à Vienne, mort le 5 août 1976 à Amstetten) est un décorateur de cinéma autrichien ayant participé à de nombreuses productions autrichiennes et allemandes.

## Biographie
Pischinger étudie la scénographie du théâtre et du cinéma auprès d'Otto Niedermoser à l'université des Arts Appliqués de Vienne puis travaille comme architecte avant d'intégrer Rosenhügel-Filmstudios.
Il rejoint après Pabst-Kiba-Film puis d'autres sociétés de production. Il travaille le plus souvent sur des comédies très simples en Allemagne et en Autriche. Parmi ces œuvres remarquables, il y a Le Dernier Pont de Helmut Käutner et pour Georg Wilhelm Pabst, Le Destructeur, La Fin d'Hitler, Des roses pour Bettina.
En 1956, il travaille notamment pour le réalisateur et acteur autrichien Franz Antel de même que pour les grands réalisateurs allemands Kurt Hoffmann, Géza von Radványi, Robert Siodmak, Bernhard Wicki.
En 1967, Pischinger met au point son décor le plus ambitieux avec son épouse Herta Hareiter avec qui il collabore depuis 1954 : Das Schloß, l'adaptation par Rudolf Noelte (de) de l'œuvre de Franz Kafka. L'acteur principal Maximilian Schell lui demande deux ans plus tard de travailler sur son premier film, Erste Liebe, une adaptation de la nouvelle d'Ivan Tourgueniev.
Dans les dernières années de sa vie, Pischinger participe également à plusieurs productions internationales. Il crée à Vienne les décors du film britannique Sherlock Holmes attaque l'Orient-Express. Au début des années 1970, il conçoit souvent les décors de productions de télévision autrichiennes, dessine pour l'opéra et l'opérette.
Otto Pischinger, un gros fumeur, décède durant l'été 1976 d'un cancer.

## Filmographie
Cinéma
- 1949 : Duell mit dem Tod
- 1949 : 1-2-3--aus!
- 1950 : Stadtpark
- 1951 : Der Fünfminutenvater
- 1952 : Seesterne
- 1953 : Le Dernier Pont
- 1954 : Hochstaplerin der Liebe
- 1954 : Le Destructeur
- 1954 : Geliebtes Fräulein Doktor
- 1954 : La Fin d'Hitler
- 1955 : Ein Herz voll Musik
- 1955 : Zwei Herzen und ein Thron (de)
- 1956 : Des roses pour Bettina
- 1956 : Lumpazivagabundus (La Fortune sourit aux vagabonds)
- 1956 : Kaiserball
- 1956 : Heiße Ernte (de)
- 1956 : Meine Tante – Deine Tante (de)
- 1957 : Das Glück liegt auf der Straße
- 1957 : …und die Liebe lacht dazu
- 1957 : Vacances au Tyrol
- 1958 : Ooh … diese Ferien (de)
- 1958 : Der veruntreute Himmel
- 1958 : Rendezvous in Wien
- 1958 : Éva ou les Carnets secrets d'une jeune fille
- 1959 : Raubfischer in Hellas
- 1959 : Peter Voss – der Held des Tages (de)
- 1959 : Alt Heidelberg
- 1960 : Das Rätsel der grünen Spinne
- 1960 : La Jeune Pécheresse
- 1960 : Schlußakkord
- 1961 : Le Miracle du père Malachias
- 1961 : C'est pas toujours du caviar
- 1961 : Top secret - C'est pas toujours du caviar
- 1961 : Und du mein Schatz bleibst hier
- 1961 : Die Ehe des Herrn Mississippi
- 1961 : Die türkischen Gurken
- 1962 : Ohne Krimi geht die Mimi nie ins Bett (de)
- 1962 : Le Bandit et la Princesse (...und ewig knallen die Räuber)
- 1963 : Le Château Gripsholm (en)
- 1963 : Le Grand Jeu de l'amour (Das große Liebesspiel) d'Alfred Weidenmann
- 1963 : La Chevauchée vers Santa Cruz
- 1963 : Les Cavaliers rouges
- 1964 : Le Ranch de la vengeance
- 1964 : Les Mercenaires du Rio Grande : Le Trésor des Aztèques (Première partie)
- 1964 : Les Mercenaires du Rio Grande : La Pyramide du dieu Soleil (Seconde partie)
- 1965 : Ruf der Wälder
- 1965 : Hokuspokus oder: Wie lasse ich meinen Mann verschwinden…?
- 1966 : Un cercueil de diamants
- 1966 : Liselotte von der Pfalz (de)
- 1966 : Le congrès s'amuse
- 1967 : Le Grand Bonheur
- 1967 : Viol de nuit
- 1968 : Das Schloß
- 1969 : Something for Everyone
- 1970 : Erste Liebe
- 1971 : Le Roman d'un voleur de chevaux
- 1976 : Sherlock Holmes attaque l'Orient-Express

Télévision
- 1971 : Das falsche Gewicht
- 1972 : Un dangereux rendez-vous
- 1972 : The 500 Pound Jerk